# Elophila nebulosalis
Elophila nebulosalis là một loài bướm đêm trong họ Crambidae.